# Els cavallers de Stacy
Els cavallers de Stacy (títol original: Stacy's Knights) és una pel·lícula estatunidenca dirigida per Jim Wilson i estrenada l'any 1983. Ha estat doblada al català.

## Argument
Stacy Lancaster té un talent innat pel blackjack. És observat per Will Bonner que s'associa a ell aprenent a comptar les cartes. Es fan notar ràpidament per la direcció d'un casino de Reno on Stacy posa en practica els seus nous coneixements.

## Repartiment
- Andra Millian: Stacy Lancaster
- Kevin Costner: Will Bonner
- Eve Lilith: Jean Dennison
- Mike Reynolds: Shecky Poole
- Garth Howard: Mr. C.
- Ed Semenza: The Kid
- Shashawnee Hall: una recluta